# Ignaz von Ephrussi

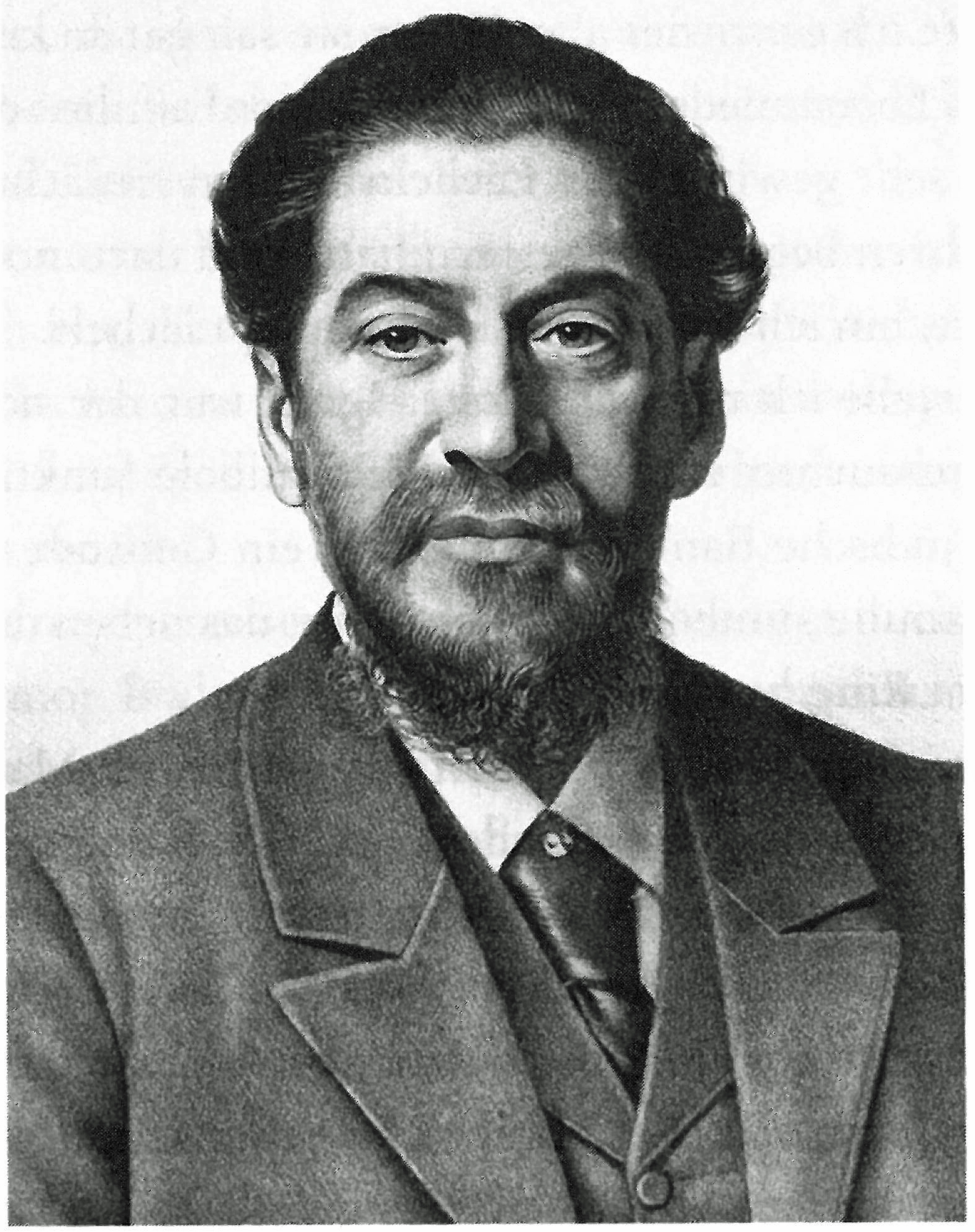
Ignaz von Ephrussi, 1871

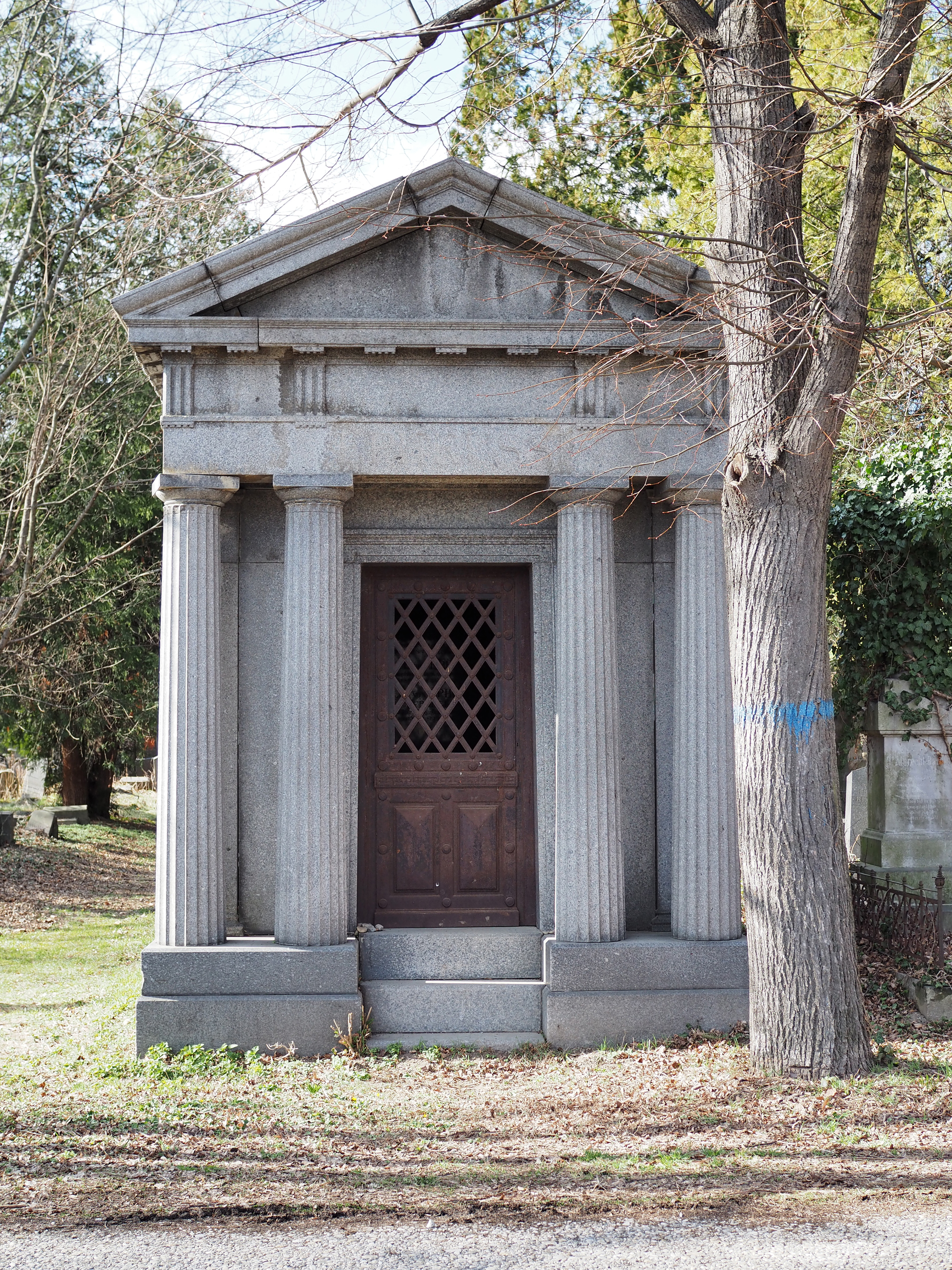
Das Mausoleum der Familie Ephrussi auf dem Wiener Zentralfriedhof

Ignaz von Ephrussi oder Ignaz Ritter von Ephrussi (* 16. März 1829 in Berditschew; † 31. Mai 1899 in Wien) aus der Familie Ephrussi war ein aus Russland stammender Bankier und Kunstsammler griechischen Ursprungs und jüdischen Glaubens. 1872 wurde er in Österreich in den erblichen Ritterstand erhoben.

## Biografie

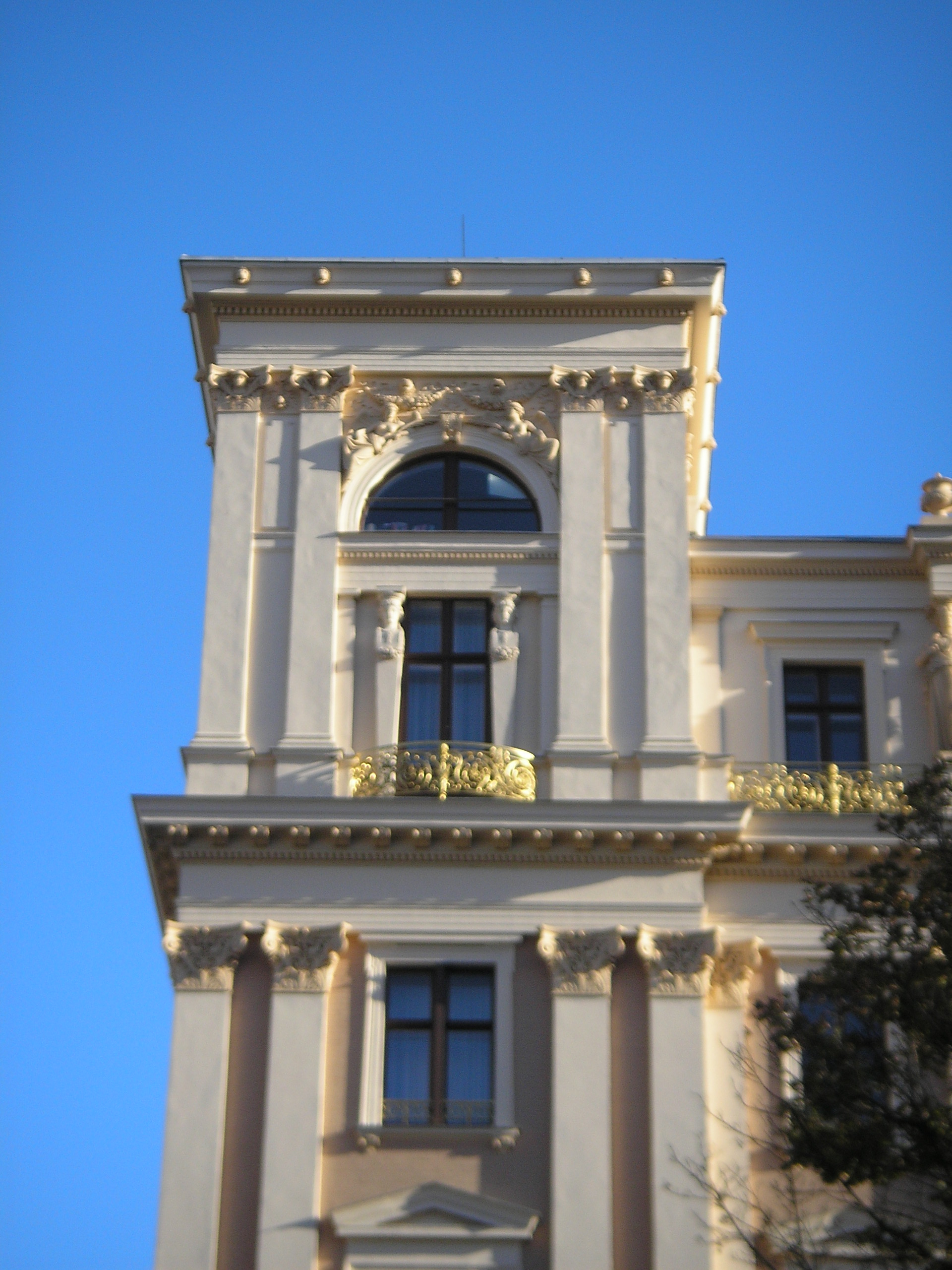
Detailansicht Palais Ephrussi

Ignaz Ephrussi stammte aus Odessa. 1856 transferierte er – vermutlich aufgrund antisemitischer Vorfälle in Odessa – sein Vermögen nach Wien und gründete noch im selben Jahr das Bankhaus Ephrussi & Co. als Großhandelshaus in Wien, das jedoch erst 1882 im Wiener Handelsregister als Einzelgroßhandlungs-Firma eingetragen wurde. Die Firma hatte Filialen in Paris und London.
Im späten 19. Jahrhundert war er mit seinem Bankhaus eine der reichsten Personen in Österreich. Beim Bau des Palais Ephrussi an der Wiener Ringstraße, 1872/73, konnte er den Architekten Theophil Hansen davon überzeugen, das Gebäude als Multifunktionsgebäude zu planen, was für ein Palais ungewöhnlich war; so wurden die Untergeschoße als Geschäftslokale vermietet. Als Familienoberhaupt der weitverzweigten Familie Ephrussi und erfolgreicher Unternehmer gehörte er der Wiener „Gründergeneration“ an.
Seine Kunstsammlung wurde nach dem „Anschluss Österreichs“ 1938 arisiert und nach der Rückgabe von der nun verarmten Familie verkauft. Ein Werk von Cornelis Springer aus seiner Sammlung wurde 2004 in England versteigert.
Ignaz von Ephrussi verstarb am 31. Mai 1899 in Wien an einem Herzfehler und wurde im Mausoleum der Familie Ephrussi in der Alten Israelitischen Abteilung auf dem Wiener Zentralfriedhof bestattet.
Über seine Familiengeschichte schrieb Edmund de Waal 2010 den Roman Der Hase mit den Bernsteinaugen.

## Familie
Ignaz von Ephrussi war der Sohn von Karl Joachim (Efim) Ephrussi (1792–1864) und Bella Löwensohn (?–1841). Er heiratete am 11. November 1855 Emilie Porges (1836–1900). Sie hatten drei Kinder:
- Stephan Ritter von Ephrussi (1856–1911), Bankdirektor in Odessa, heiratete am 10. August 1881 in London Esther Rabinovich (1853–?);
- Anna Isabella von Ephrussi (1859–1938), Taufe am 27. Mai 1889, heiratete am 25. Juni 1889 in Wien Paul Ritter Herz von Hertenried (1859–1908);
- Victor Ritter von Ephrussi (1860–1945), heiratete am 7. März 1899 in Wien Emmy Henrietta Freiin Schey von Koromla (1879–1938).

Der jüngere Bruder von Ignaz von Ephrussi, Moritz (Maurice Ephrussi, 1849–1916), heiratete am 5. Juni 1883 in Paris Béatrice de Rothschild (1864–1934), Mitglied der Bankiersfamilie Rothschild. Von 1907 bis 1912 ließ sie die Villa Ephrussi de Rothschild auf dem Cap Ferrat in der Gemeinde Saint-Jean-Cap-Ferrat (Frankreich) errichten.